# Sigrid Fick
Sigrid Fick, nata Frenckell (Helsinki, 28 marzo 1887 – Stoccolma, 4 giugno 1979), è stata una tennista finlandese naturalizzata svedese.

## Palmarès

### Olimpiadi
- Argento a Stoccolma 1912 nel doppio misto outdoor.
- Bronzo a Stoccolma 1912 nel doppio misto indoor.